# Football Bourg-en-Bresse Péronnas 01
Football Bourg-en-Bresse Péronnas 01 là một đội bóng đá Pháp thành lập năm 1942. Đội có trụ sở tại Bourg-en-Bresse, Auvergne-Rhône-Alpes, Pháp. Đội chơi tại Stade Marcel-Verchère ở Bourg-en-Bresse, có sức chứa 11.400.

## Lịch sử

### 2015-Hiện tại: Giải đấu chuyên nghiệp
Câu lạc bộ đã được thăng hạng lên Ligue 2 nhờ có một điểm trước Strasbourg sau chiến thắng 2-0 của họ trước US Boulogne . Sau khi trở thành câu lạc bộ bóng đá đầu tiên ở Ain tham gia National 2 vào năm 1994, FC Bourg-Peronnas sẽ là câu lạc bộ bóng đá đầu tiên của bộ phận chơi ở cấp độ chuyên nghiệp.
Vào tháng 7 năm 2015, câu lạc bộ đã đổi tên thành Football Bourg-en-Bresse Péronnas 01 .